# Frances Willard
Pour les articles homonymes, voir Willard.
Frances Elizabeth Caroline Willard (28 septembre 1839 - 17 février 1898) est une enseignante américaine, suffragiste et militante féministe. Elle eut une influence majeure sur les mouvements qui menèrent à l'adoption des XVIIIe et XIXe amendements de la Constitution américaine. Elle fut présidente de la Woman's Christian Temperance Union (WCTU) pendant 19 ans.

## Biographie

### Jeunesse et formation
Frances Willard nait le 28 septembre 1839 à Churchville, près de Rochester (New York). Elle est le deuxième enfant de Josiah Flint Willard et Mary Thompson Hill. Son père est un fermier, naturaliste et législateur et sa mère maîtresse d'école. Elle a une sœur aînée, Mary et un frère plus jeune, Oliver. Ses parents la prénomment Frances en l'honneur de Frances Burney, une romancière anglaise, de Frances Osgood, une poète américaine et de sa sœur, décédée l'année précédente. Dans le Wisconsin, la famille se convertit du congrégationalisme au méthodisme, une foi protestante plus axée sur la justice sociale et la proximité avec son prochain. Frances Willard étudie quelque temps au Milwaukee Normal Institute où enseigne sa mère puis, la famille déménage en 1858 en Illinois, où Mary et Frances Willard peuvent fréquenter le collège et Oliver le Garrett Biblical Institute. Frances y suit les cours du North Western Female College duquel elle sort diplômée, ce qui lui permet de devenir enseignante. Elle s'installe à Evanston, près de Chicago, à l'âge de 18 ans. Elle débute alors sa carrière par différents postes d'enseignante.

### Carrière

#### Enseignante
Dans les années 1860, la vie personnelle de Frances Willard subit de multiples crises : son père et sa sœur meurent, son frère devient alcoolique et elle tombe amoureuse d'une femme qui finit par épouser son frère. La situation financière de la famille se dégrade. Oliver Willard, à présent ordonné pasteur méthodiste, se perd dans le jeu et l'alcool.
En 1869, Frances Willard participe à la fondation de l’Evanston Ladie's College. En 1870, celui-ci fusionne avec le North Western Female College et devient l’Evanston College for Ladies, dont Frances Willard devient la présidente. Au bout d'une année, le Collège fusionne avec l'université Northwestern. Elle en est la première Doyenne des étudiantes. Mais des conflits avec le président de l'université, Charles Henry Fowler, avec lequel elle a été fiancée, l'obligent à démissionner.

#### Militante

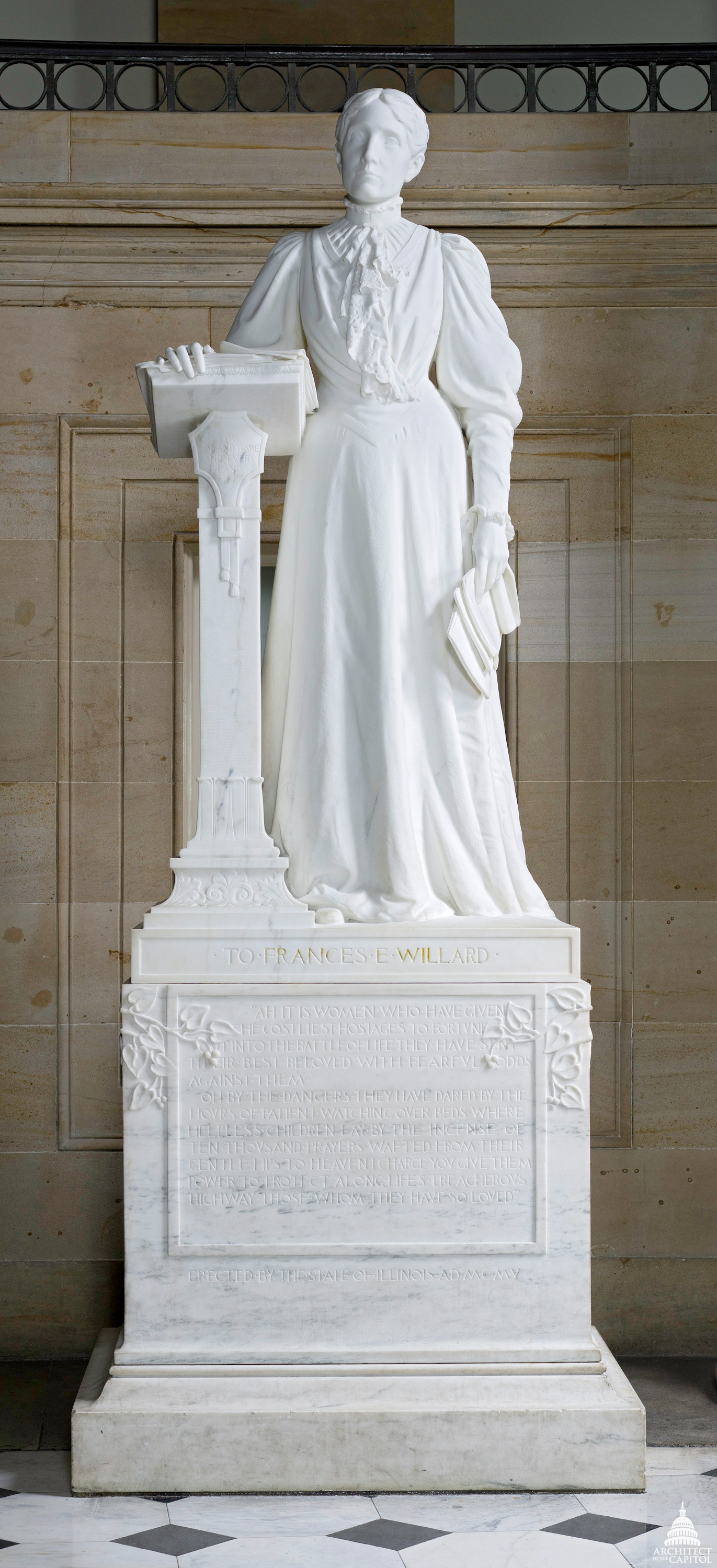
Statue de Frances Willard, Capitole (National Statuary Hall).

Frances Willard entame alors une nouvelle carrière, voyageant à travers la Côte Est américaine, militant pour la tempérance et le suffrage des femmes. Elle voyage en moyenne 48 000 km par an, donnant 400 conférences annuelles sur une période de dix ans, la plupart en compagnie de son amie de longue date Anna Adams Gordon.
En 1874, elle effectue une tournée de conférences de cinquante jours. La même année, elle participe à la création de la Woman's Christian Temperance Union (WCTU) dont elle est élue secrétaire correspondante. Elle devient présidente de la WCTU de Chicago pendant quatre ans. En 1876, elle est nommée responsable du comité de publication de la WCTU nationale dont elle assure la présidence de 1879 à sa mort. Elle est élue présidente du National Council of Women (Conseil National des Femmes) des États-Unis en 1888. Elle crée en 1883, le Formed Worldwide WCTU et en devient présidente de 1888. Le travail de Frances atteint une renommée internationale avec la Polyglot Petition contre le commerce international de la drogue.
En 1885, elle se joint à Elizabeth Boynton Harbert, Mary Ellen West, Frances Conant et 53 autres femmes pour créer l’Association Féminine de la Presse d'Illinois. Elle fonde le magazine The Union Signal dont elle est rédacteur en chef de 1892 à 1898.
Frances Willard avance de nombreux arguments en faveur du droit de vote des femmes. L'un d'eux sa base sur son interprétation des Écritures : elle affirme que les lois naturelles et divines appellent à l'égalité dans le ménage, la mère et le père partageant les responsabilités. Par extension, femmes et hommes devraient gérer main dans la main les questions d'éducation, de religion et de gouvernement. Un autre argument met en avant la notion de « Protection du Foyer ». Pour gagner les faveurs des femmes de la classe moyenne hostiles aux suffragettes, Frances Willard avance l'idée que pour protéger leur foyer, les femmes doivent avoir leur mot à dire sur les règles que leur impose la société et devenir partenaires et conseillères des hommes au lieu d'être « une charge et un jouet » pour eux.

### Vie personnelle

#### Sexualité
La plupart des historiens modernes traitent ouvertement de l'homosexualité de Frances Willard,, alors que ses contemporains décrivaient ses relations et ses nombreuses cohabitations avec des femmes, laissant le lecteur tirer ses propres conclusions. Comme elle le raconte dans son autobiographie, elle n'a de relations passionnées de long terme qu'avec des femmes, même si on suppose que ces amours devaient probablement être sexuellement chastes. 

« Les amours entre femmes deviennent plus nombreuses chaque jour, et je me suis beaucoup demandée pourquoi. Que si peu soit dit sur elles me surprend, car elles sont partout… À notre époque, alors que n'importe quelle femme capable et prudente peut gagner honorablement sa vie, il n'y a pas un village qui n'ait son exemple de "deux cœurs unis", dont les deux sont féminins. »

— Frances Willard, The Autobiography of an American Woman: Glimpses of Fifty Years

#### Décès
Frances Willard meurt de la grippe, le 17 février 1898, à l'Hôtel Empire de New York alors qu'elle se prépare à embarquer pour l'Angleterre et la France. Elle meurt dans son sommeil à 58 ans. Elle lègue sa maison d'Evanston à la WCTU. Elle est enterrée au cimetière de Rosehill à Chicago.

## Œuvres
- Woman and temperance, or the work and workers of the Woman's Christian Temperance Union. Hartford, Conn.: Park Pub. Co., 1883.
- "Frances E. Willard," in Our famous women: an authorized record of the lives and deeds of distinguished American women of our times... Hartford, Conn.: A.D. Worthington, 1884.
- Glimpses of fifty years: the autobiography of an American woman. Chicago: Woman's Temperance Publishing Association, 1889.
- How to Win. A Book For Girls. NY: Funk & Wagnalls, 1886. reprinted 1887 & 1888.
- Nineteen beautiful years, or, sketches of a girl's life. Chicago: Woman's Temperance Publication Association, 1886.
- A Classic Town: The Story of Evanston, Woman's Temperance Publishing Association, Chicago, 1891.
- Woman's Christian Temperance Union. President. President's Annual Address 1891

A Woman of the Century (1893) (ed. Willard, Frances E. & Livermore, Mary A.) - available online at  Wikisource.
- Do everything: a handbook for the world's white ribboners. Chicago: Woman's Temperance Publishing Association, [1895?].
- A Wheel Within a Wheel. How I Learned to Ride the Bicycle 1895.